# Kegham Parseghian
Kegham Parseghian (armenisch Գեղամ Բարսեղեան, türkisch Keğam Parseğyan; * 1883 in Gedik Paşa, Istanbul; † 1915 in Ankara, Osmanisches Reich) war ein armenischer Schriftsteller, Kolumnist, Journalist und Aktivist. Er war Mitglied der Armenischen Revolutionären Föderation und ein Opfer des Völkermords an den Armeniern.

## Leben
Kegham Parseghian ging zunächst auf die Mesrobian-Schule von Istanbul. Bis 1896 besuchte er das armenische Getronagan-Gymnasium in Karaköy. Nachdem er für ein Jahr nach Frankreich ging, um in Paris Kurse für Sozial- und Politikwissenschaften zu besuchen, begann er seine ersten literarischen Werke in armenischen Zeitschriften und Zeitungen zu veröffentlichen. Parseghian wurde danach Chefkolumnist und schließlich Herausgeber der Zeitungen Surhandak und Azadamard. Von 1909 bis 1910 veröffentlichte er das Literaturmagazin Aztak. Parseghian war einer der Gründer der literarischen Zeitschrift Mehian (Tempel) und arbeitete hier an der Seite von Schriftstellern wie Gostan Zarian, Taniel Varuschan und Hagop Oshagan.
Am „Roten Sonntag“, dem 24. April 1915, wurde Kegham Parseghian festgenommen und nach Ayaş nahe Ankara gebracht, wo er getötet wurde. Eine vollständige Sammlung seiner Werke wurde 1931 von der Society of Friends of Martyred Writers in Paris veröffentlicht.

## Werke (Auswahl)
- Aparni kaghakin khutarkiche (The Prober of the Future City)
- Spasumes kakhaghani vra (As I Wait on the Gallows)
- Mesian kuga (The Messiah is Coming)
- Oragir (Journal)